# Les Quatre Suspects
Les Quatre Suspects (The Four Suspects) est une nouvelle policière d'Agatha Christie mettant en scène Miss Marple.
Initialement publiée en janvier 1930 dans la revue Pictorial Review au Royaume-Uni, cette nouvelle a été reprise en recueil en 1932 dans The Thirteen Problems au Royaume-Uni. Elle a été publiée pour la première fois en France dans le recueil Le Club du Mardi continue en 1966.

## Résumé
- Mise en place de l'intrigue

- Révélations de Miss Marple

## Personnages

### Membres du Club du Mardi
- Le Colonel Arthur Bantry
- Dolly Bantry, son épouse
- Sir Henry Clithering, ancien commissaire à Scotland Yard
- Miss Marple
- Jane Helier, une actrice
- Le Dr Lloyd

### Protagonistes du mystère
- Sir Henry Clithering, narrateur du mystère, et supérieur de Charles Templeton
- Le Docteur Rosen, mort d'un chute dans un escalier
- Greta Rosen, nièce du Dr Rosen
- Gertrude, une vieille domestique
- Dobbs, le jardinier
- Charles Templeton, secrétaire particulier du Dr Rosen, et agent infiltré pour le compte du commissaire Clithering

## Publications
Avant la publication dans un recueil, la nouvelle avait fait l'objet de publications dans des revues :
- en janvier 1930, aux États-Unis, sous le titre « Four Suspects », dans le no 4 (vol. 31) de la revue Pictorial Review[1] ;
- en avril 1930, au Royaume-Uni, dans le no 276 de la revue The Story-Teller[1] ;
- en mai 1945, aux États-Unis, dans le no 1 de la revue Rex Stout Mystery Quarterly[2].
- en mars 1958, aux États-Unis, sous le titre « Some Day They Will Get Me », dans le no 172 (no 3, vol. 31) de la revue Ellery Queen's Mystery Magazine[3].

La nouvelle a ensuite fait partie de nombreux recueils :
- en 1932, au Royaume-Uni, dans The Thirteen Problems[1] (avec 12 autres nouvelles) ;
- en 1933, aux États-Unis, dans The Tuesday Club Murders[1] (adaptation du recueil de 1932) ;
- en 1966, en France, dans Le Club du Mardi continue (avec 6 autres nouvelles) ;
- en 1991, en France, dans Miss Marple au Club du Mardi (fusion des deux recueils Miss Marple au Club du Mardi et Le Club du Mardi continue, reprenant les 13 nouvelles du recueil britannique de 1932).